# Supercopa de España de Fútbol 2010
La Supercopa de España 2010 fue la XXVII edición del torneo, correspondiente a la temporada 2010-11. Se disputó a doble partido en España el 14 y el 21 de agosto. Enfrentó al campeón de la Primera División de España 2009-10, el Fútbol Club Barcelona, y al campeón de la Copa del Rey de fútbol 2009-10, el Sevilla. El F. C. Barcelona se proclamó supercampeón de España, al vencer en el partido de vuelta por 4–0 al Sevilla, remontando así el 3–1 de la ida.
| Bandera de Andalucía | 3 - 5 | Bandera de Cataluña |
| Sevilla F. C. 3 0    | 3 - 5 | F. C. Barcelona 1 4 |
| -------------------- | ----- | ------------------- |

## Partidos
| Barcelona |  | Bandera de Cataluña  |  | Campeón de la Primera División de España (2009/10) |
| Sevilla   |  | Bandera de Andalucía |  | Campeón de la Copa del Rey de fútbol (2009-10)     |

### Ida
| 1          | POR        | Andrés Palop    |     |
| 24         | DEF        | Abdoulay Konko  |     |
| 2          | DEF        | Federico Fazio  |     |
| 14         | DEF        | Julien Escudé   |     |
| 20         | DEF        | Mouhamadou Dabo |     |
| 8          | MED        | Didier Zokora   |     |
| 7          | MED        | Jesús Navas     |     |
| 11         | MED        | Renato          | 64' |
| 6          | MED        | Romaric         | 46' |
| 9          | MED        | Diego Perotti   |     |
| 10         | DEL        | Luís Fabiano    | 70' |
| Entrenador | Entrenador | Antonio Álvarez |     |

| 31         | POR        | Rubén Miño          |     |
| 2          | DEF        | Dani Alves          |     |
| 33         | DEF        | Sergi Gómez         |     |
| 18         | DEF        | Gabriel Milito      | 81' |
| 22         | DEF        | Éric Abidal         |     |
| 37         | MED        | Oriol Romeu         |     |
| 34         | MED        | Jonathan dos Santos | 65' |
| 15         | MED        | Seydou Keita        |     |
| 11         | DEL        | Bojan Krkić         |     |
| 9          | DEL        | Zlatan Ibrahimović  | 52' |
| 19         | DEL        | Maxwell             |     |
| Entrenador | Entrenador | Josep Guardiola     |     |

| 19 | MED | Luca Cigarini    | 46' |
| 12 | DEL | Frédéric Kanouté | 64' |
| 18 | DEL | Álvaro Negredo   | 70' |

| 10 | DEL | Lionel Messi     | 52' |
| 30 | MED | Thiago Alcántara | 65' |
| 21 | DEF | Adriano Correia  | 81' |

|  | 61' | Luis Fabiano     | 1-1 |
|  | 73' | Frédéric Kanouté | 2-1 |
|  | 82' | Frédéric Kanouté | 3-1 |

|  | 20' | Zlatan Ibrahimović | 0-1 |

|  | 57' | Didier Zokora   |
|  | 68' | Mouhamadou Dabo |
|  | 72' | Luca Cigarini   |

|  | 89' | Dani Alves |
|  |     |            |

| Árbitro:             | César Muñiz Fernández         |
| Árbitros asistentes: | José Manuel Fernández Miranda |
| Árbitros asistentes: | Javier Hugo Novoa Robles      |
| Cuarto árbitro       | Pablo Fernández Pérez         |

| 1          | POR        | Andrés Palop    |     |
| 24         | DEF        | Abdoulay Konko  |     |
| 2          | DEF        | Federico Fazio  |     |
| 14         | DEF        | Julien Escudé   |     |
| 20         | DEF        | Mouhamadou Dabo |     |
| 8          | MED        | Didier Zokora   |     |
| 7          | MED        | Jesús Navas     |     |
| 11         | MED        | Renato          | 64' |
| 6          | MED        | Romaric         | 46' |
| 9          | MED        | Diego Perotti   |     |
| 10         | DEL        | Luís Fabiano    | 70' |
| Entrenador | Entrenador | Antonio Álvarez |     |

| 31         | POR        | Rubén Miño          |     |
| 2          | DEF        | Dani Alves          |     |
| 33         | DEF        | Sergi Gómez         |     |
| 18         | DEF        | Gabriel Milito      | 81' |
| 22         | DEF        | Éric Abidal         |     |
| 37         | MED        | Oriol Romeu         |     |
| 34         | MED        | Jonathan dos Santos | 65' |
| 15         | MED        | Seydou Keita        |     |
| 11         | DEL        | Bojan Krkić         |     |
| 9          | DEL        | Zlatan Ibrahimović  | 52' |
| 19         | DEL        | Maxwell             |     |
| Entrenador | Entrenador | Josep Guardiola     |     |

| 19 | MED | Luca Cigarini    | 46' |
| 12 | DEL | Frédéric Kanouté | 64' |
| 18 | DEL | Álvaro Negredo   | 70' |

| 10 | DEL | Lionel Messi     | 52' |
| 30 | MED | Thiago Alcántara | 65' |
| 21 | DEF | Adriano Correia  | 81' |

|  | 61' | Luis Fabiano     | 1-1 |
|  | 73' | Frédéric Kanouté | 2-1 |
|  | 82' | Frédéric Kanouté | 3-1 |

|  | 20' | Zlatan Ibrahimović | 0-1 |

|  | 57' | Didier Zokora   |
|  | 68' | Mouhamadou Dabo |
|  | 72' | Luca Cigarini   |

|  | 89' | Dani Alves |
|  |     |            |

| Árbitro:             | César Muñiz Fernández         |
| Árbitros asistentes: | José Manuel Fernández Miranda |
| Árbitros asistentes: | Javier Hugo Novoa Robles      |
| Cuarto árbitro       | Pablo Fernández Pérez         |

### Vuelta
| 1          | POR        | Víctor Valdés   |     |
| 2          | DEF        | Daniel Alves    |     |
| 3          | DEF        | Gerard Piqué    |     |
| 22         | DEF        | Éric Abidal     |     |
| 19         | DEF        | Maxwell         |     |
| 15         | MED        | Seydou Keita    |     |
| 16         | MED        | Sergio Busquets |     |
| 6          | MED        | Xavi Hernández  | 88' |
| 10         | DEL        | Lionel Messi    |     |
| 11         | DEL        | Bojan Krkić     | 57' |
| 17         | DEL        | Pedro Rodríguez | 57' |
| Entrenador | Entrenador | Josep Guardiola |     |

| 1          | POR        | Andrés Palop     |     |
| 24         | DEF        | Abdoulay Konko   |     |
| 5          | DEF        | Fernando Navarro |     |
| 14         | DEF        | Julien Escudé    |     |
| 20         | DEF        | Mouhamadou Dabo  |     |
| 8          | MED        | Didier Zokora    |     |
| 7          | MED        | Jesús Navas      |     |
| 15         | MED        | Alejandro Alfaro | 61' |
| 6          | MED        | Romaric          | 61' |
| 16         | DEL        | Diego Capel      | 61' |
| 18         | DEL        | Álvaro Negredo   |     |
| Entrenador | Entrenador | Antonio Álvarez  |     |

| 8  | MED | Andrés Iniesta  | 57' |
| 7  | DEL | David Villa     | 57' |
| 21 | DEL | Adriano Correia | 88' |

| 9  | MED | Diego Perotti | 61' |
| 19 | DEF | Luca Cigarini | 61' |
| 10 | DEL | Luis Fabiano  | 61' |

| Anotado · Autogol | 14' | Abdoulay Konko | 1-0 |
|                   | 24' | Lionel Messi   | 2-0 |
|                   | 44' | Lionel Messi   | 3-0 |
|                   | 89' | Lionel Messi   | 4-0 |

|  | 79' | Gerard Piqué |

|  | 33' | Romaric       |
|  | 89' | Luca Cigarini |
|  |     |               |

| Árbitro:             | Fernando Teixeira Vitienes |
| Árbitros asistentes: | Victoriano Díaz Casado     |
| Árbitros asistentes: | Manuel Ángel Torre Cimiano |
| Cuarto árbitro       | Alberto Díaz Arias         |

| 1          | POR        | Víctor Valdés   |     |
| 2          | DEF        | Daniel Alves    |     |
| 3          | DEF        | Gerard Piqué    |     |
| 22         | DEF        | Éric Abidal     |     |
| 19         | DEF        | Maxwell         |     |
| 15         | MED        | Seydou Keita    |     |
| 16         | MED        | Sergio Busquets |     |
| 6          | MED        | Xavi Hernández  | 88' |
| 10         | DEL        | Lionel Messi    |     |
| 11         | DEL        | Bojan Krkić     | 57' |
| 17         | DEL        | Pedro Rodríguez | 57' |
| Entrenador | Entrenador | Josep Guardiola |     |

| 1          | POR        | Andrés Palop     |     |
| 24         | DEF        | Abdoulay Konko   |     |
| 5          | DEF        | Fernando Navarro |     |
| 14         | DEF        | Julien Escudé    |     |
| 20         | DEF        | Mouhamadou Dabo  |     |
| 8          | MED        | Didier Zokora    |     |
| 7          | MED        | Jesús Navas      |     |
| 15         | MED        | Alejandro Alfaro | 61' |
| 6          | MED        | Romaric          | 61' |
| 16         | DEL        | Diego Capel      | 61' |
| 18         | DEL        | Álvaro Negredo   |     |
| Entrenador | Entrenador | Antonio Álvarez  |     |

| 8  | MED | Andrés Iniesta  | 57' |
| 7  | DEL | David Villa     | 57' |
| 21 | DEL | Adriano Correia | 88' |

| 9  | MED | Diego Perotti | 61' |
| 19 | DEF | Luca Cigarini | 61' |
| 10 | DEL | Luis Fabiano  | 61' |

| Anotado · Autogol | 14' | Abdoulay Konko | 1-0 |
|                   | 24' | Lionel Messi   | 2-0 |
|                   | 44' | Lionel Messi   | 3-0 |
|                   | 89' | Lionel Messi   | 4-0 |

|  | 79' | Gerard Piqué |

|  | 33' | Romaric       |
|  | 89' | Luca Cigarini |
|  |     |               |

| Árbitro:             | Fernando Teixeira Vitienes |
| Árbitros asistentes: | Victoriano Díaz Casado     |
| Árbitros asistentes: | Manuel Ángel Torre Cimiano |
| Cuarto árbitro       | Alberto Díaz Arias         |

| Campeón Supercopa de España 2010 |
| -------------------------------- |
| F. C. Barcelona 9° Título        |

| Predecesor: Supercopa de España 2009 | Supercopa de España 2010 | Sucesor: Supercopa de España 2011 |